# Jean-Frédéric Van der Rit
Jean-Frédéric Van Der Rit, né à Bruxelles le 25 mars 1823 et décédé à Molenbeek-Saint-Jean le 19 janvier 1882, est un architecte et archéologue belge, ayant œuvré dans le milieu du XIXe siècle. Il eut également une carrière politique en tant que conseiller communal de Molenbeek-Saint-Jean où il fut capitaine de la Garde civique.
Il s'est formé à l'Académie royale des beaux-arts de Bruxelles.
Il avait selon Jos Laporte des liens de parenté avec l'architecte Charles Vander Straeten.

## Son œuvre

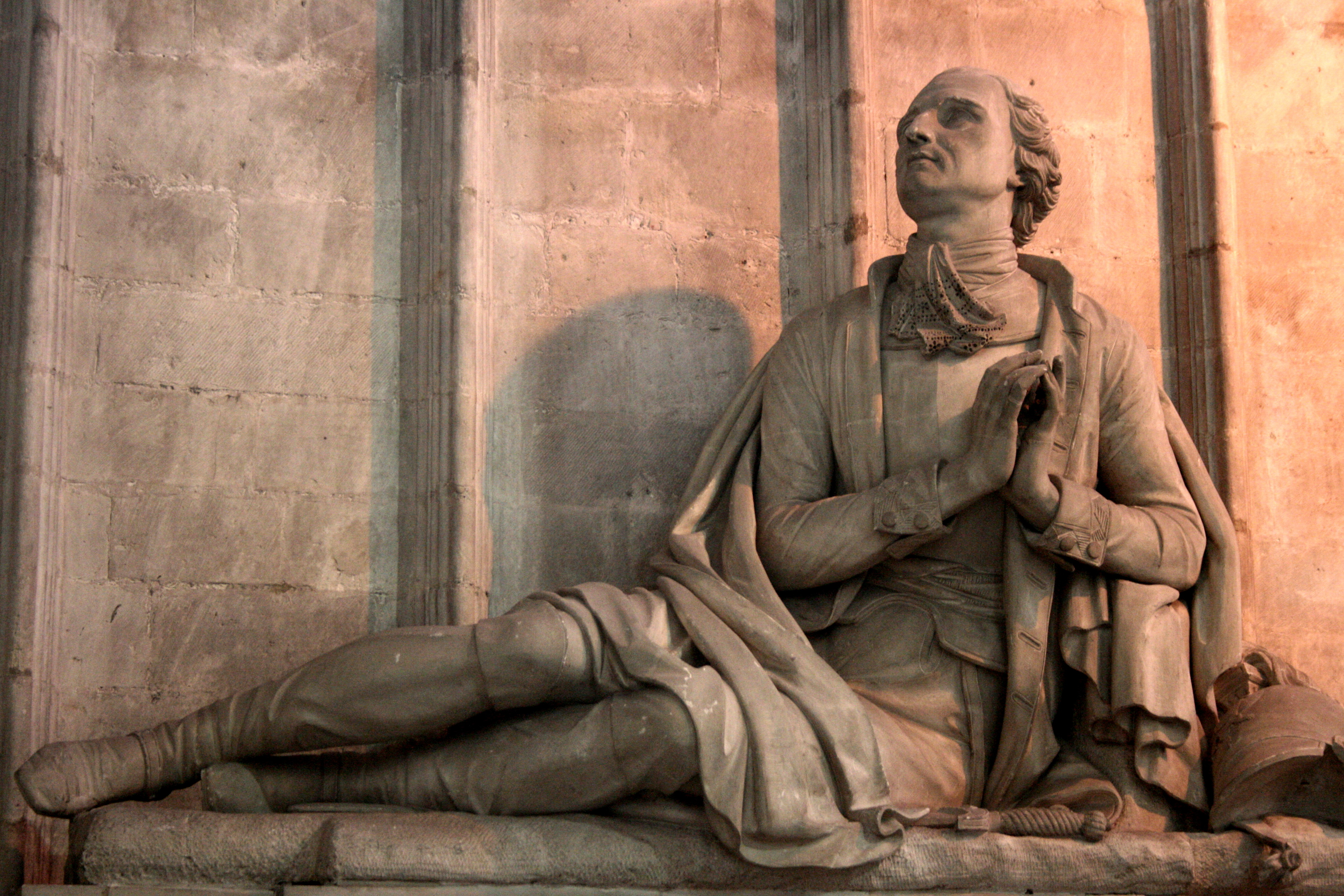
Monument funéraire d'Auguste dal Pozzo

- 1852 : immeuble d'esprit néo-classique, rue Neuve, 8-10 à Bruxelles.
- 1856 : monument funéraire d'Auguste Dal Pozzo dans l'église Notre-Dame du Sablon (sculptures de Jean-Joseph Jacquet).
- 1863 : trois maisons jumelles de style "Second-Empire", 102 à 106 rue du Midi à l'angle de la rue des Moineaux, à Bruxelles.
- 1864 : Son œuvre la plus importante est l'église de Saint-Josse-ten-Noode dont il ébaucha une grande partie de l'intérieur néobaroque dès 1864. Cette première phase des travaux comprenait l'abside, la sacristie, le chœur, le transept et quatre travées. Il en abandonna la construction et démissionna le 4 juin 1867 pour raisons personnelles et ce fut Jules-Jacques Van Ysendyck qui la paracheva en lui donnant son aspect actuel.
- 1869 : rue du Grand Hospice, 7, dispensaire du Grand Hospice (côté Est), continué en 1898 par Émile Janlet (démoli).
- Ancien hospice de Molenbeek-Saint-Jean, actuelle école communale.

On connaît de lui quelques publications érudites.

## Ses publications
- Description de la crypte romane ou ancienne église souterraine de la collégiale de St.-Hermès, à Renaix, dans: Journal belge d'Architecture et de la Science des Constructions, VI, 1845, pp. 69-76.
- Les grandes chaussées de l'Empire romain créées en Belgique, dans: Journal de l'Architecte, t. VI, 1852.